# Namakoe Nkhasi
Namakoe Nkhasi (* 10. Januar 1993) ist ein Leichtathlet aus Lesotho, der sich auf den Langstreckenlauf spezialisiert hat.

## Sportliche Laufbahn
Erste internationale Erfahrungen sammelte Namakoe Nkhasi im Jahr 2016, als er bei den Afrikameisterschaften in Durban in 28:06,33 min die Bronzemedaille im 10.000-Meter-Lauf hinter dem Südafrikaner Stephen Mokoka und Wilfred Kimitei aus Kenia gewann. Zudem belegte über 5000 Meter in 13:21,68 min den fünften Platz. Anschließend nahm er im 5000-Meter-Lauf an den Olympischen Sommerspielen in Rio de Janeiro teil und schied dort mit 13:41,92 min in der Vorrunde aus. 2024 belegte er bei den Afrikaspielen in Accra in 1:05:58 h den vierten Platz im Halbmarathon.

## Persönliche Bestleistungen
- 5000 Meter: 13:21,68 min, 26. Juni 2016 in Durban (lesothischer Rekord)
- 10.000 Meter: 28:06,33 min, 22. Juni 2016 in Durban (lesothischer Rekord)
- 10-km-Straßenlauf: 27:52 min, 10. Juli 2022 in Durban (lesothischer Rekord)
- Halbmarathon: 1:01:01 h, 4. Juni 2022 in Gqeberha